# Onthophagus kapitensis
Onthophagus kapitensis är en skalbaggsart som beskrevs av Frey 1971. Onthophagus kapitensis ingår i släktet Onthophagus och familjen bladhorningar. Inga underarter finns listade i Catalogue of Life.